# Molophilus lictor
Molophilus lictor är en tvåvingeart som beskrevs av Alexander 1938. Molophilus lictor ingår i släktet Molophilus och familjen småharkrankar.
Artens utbredningsområde är Colombia. Inga underarter finns listade i Catalogue of Life.